# Santiago de Veraguas
Santiago de Veraguas là thành phố, thủ phủ của tỉnh Veraguas của Panama. Santiago nằm ở phía nam của Veraguas, gần giáp ranh tỉnh này với Herrera. Thành phố này nằm ở tọa độ: 8° 6' 20.57" độ vĩ Bắc, 80° 58' 16.06" độ kinh tây. Santiago nằm ở độ cao 101 m trên mực nước biển. Khu vực định cư này được lập năm 1508. Santiago de Veraguas có diện tích 975,7 km², dân số năm 2007 là 224.939 người, mật độ dân số là 83,3 ngườ/km².